# Qianguan
Qianguan är en köping i sydöstra Kina. Den ligger i Yunan härad i staden Yunfu i provinsen Guangdong, omkring 170 kilometer väster om provinshuvudstaden Guangzhou. Antalet invånare är 31 311. Befolkningen består av 15 484 kvinnor och 15 827 män. Barn under 15 år utgör 24,0 %, vuxna 15-64 år 62 %, och äldre över 65 år 13,0 %.